# Amine et Hamza
Amine et Hamza sont un duo de musiciens tunisiens composé de deux frères, Amine, né le 30 mars 1986 à Tunis, et Hamza Mraïhi, né le 27 avril 1987 dans la même ville.

## Biographie
Amine Mraïhi et son frère Hamza naissent à Tunis respectivement le 30 mars 1986 et le 27 avril 1987. Ils se passionnent pour la musique dès leur enfance. Leur père Lotfi, médecin, rêvait de devenir musicien, et guide les deux garçons dans cette voie. Dès l'âge de trois ans, Amine est initié à l'oud et Hamza au qanûn,. Les deux frères apprennent principalement par l'écoute et la transmission orale avec des maîtres, et gagnent vite de la reconnaissance dans le domaine de la musique arabe classique, dont ils se distancient par la suite. Leur musique rentre en affinité avec le flamenco, la musique classique, le jazz et la musique indienne. En 2004, Amine et Hamza partent étudier la médecine en Pologne, en parallèle de leur carrière musicale. En 2011, ils s'installent à Lausanne pour travailler au CHUV, Hamza en médecine interne et Amine en psychiatrie,, et y mènent une double carrière de médecin et de musicien.
Ils sont régulièrement invités lors de concerts et festivals en Suisse, notamment au Cully Jazz Festival, et enrichissent leur répertoire par la collaboration avec des musiciens de cultures diverses. Dès 2016, ils ont aussi l'occasion de présenter leur musique à l'étranger, notamment au festival Jazz à Carthage, en Inde, en Espagne ou encore en Corée du Sud,. Ils sont membres fondateurs du groupe The Band Beyond Borders. Fertile Paradoxes, publié en 2017 par ARC Music (en), est leur premier album produit en Suisse.

## Discographie
- 2003 : Ala Mar Azaman (Laika Records (de), Allemagne)
- 2005 :
  - Il a Hounak (Arion, France)
  - Asfar (Arion)
- 2006 : Things may change (Arion)
- 2008 :
  - Mani Nesi (Samaa Records, Inde)
  - Tunifunk (Samaa Records)
- 2010 : Perpetual Motion (Network Medien, Allemagne)
- 2017 : Fertile Paradoxes (ARC Music (en), Royaume-Uni)